# علم الوراثة فوق الجينية للتوحد
علم التخلّق في التوحُّد يشير إلى دراسة التغيرات القابلة للتوريث في تعبير الجينات والتي لا تُغيّر الشيفرة الجينية، ولكنها قد تُساهم في تطوّر واضطراب طيف التوحُّد. يميل التوحُّد إلى أن يكون مرتبطًا بشدة بالعوامل الجينية إلى جانب عوامل أخرى. يشير علم التخلّق بشكل عام إلى الطرق التي يتم من خلالها تغيير بنية الكروماتين للتأثير على تعبير الجينات، والتي تشمل آليات مثل تنظيم السايتوسين والتعديلات بعد الترجمة على الهستونات. لم يتم بعد فهم العلاقة بين علم التخلّق والتوحُّد بشكل كامل. من بين ٢١٥ جينًا تسهم بدرجة ما في التوحُّد، تم العثور على ٤٢ جينًا تشارك في التعديل التخلّقي لتعبير الجينات.
يعتمد التشخيص على ملاحظة السلوك والنمو. العديد من الأشخاص، خاصةً الفتيات وأولئك الذين لديهم صعوبات اجتماعية أقل، ربما تم تشخيصهم خطأً بحالات أخرى. يتم تشخيص الذكور بالتوحُّد بمعدل أربعة إلى خمسة أضعاف أكثر من الإناث. لا تزال أسباب هذا الأمر غير واضحة إلى حد كبير، ولكن الفرضيات الحالية تشمل ارتفاع مستوى التستوستيرون داخل الرحم، واختلاف مظاهر السمات لدى الإناث (مما يؤدي إلى التشخيص الخاطئ أو نقص التشخيص) مقارنةً بالذكور، والتحيز القائم على النوع الاجتماعي. يمكن أن يتضمن التقييم السريري للأطفال مجموعة متنوعة من الأفراد، بما في ذلك المقدِّمون للرعاية، والطفل، وفريق أساسي من المختصين (أطباء الأطفال، أطباء نفس الأطفال، اختصاصيي علاج النطق واللغة، وعلماء النفس السريريين/التربويين).
في تشخيص البالغين، يحدد الأطباء التاريخ العصبي النمائي، والسلوكيات، والصعوبات في التواصل، والاهتمامات المحدودة، والمشكلات في التعليم والعمل والعلاقات الاجتماعية. يمكن تقييم السلوكيات التحدّية باستخدام التحليل الوظيفي لتحديد المحفزات المسببة لها. يتطلب التفاوت في التشخيص بين الجنسين في التوحُّد المزيد من البحث من حيث إضافة محددات تشخيصية بالإضافة إلى أمثلة موجهة للإناث، والتي قد تكون مموهة من خلال سلوكيات التمويه. يُعرَّف التمويه على أنه آلية تكيّفية تُستخدم في المواقف الاجتماعية، وتتألف من تظاهر الأفراد بأنهم أشخاص آخرون بدون أية صعوبات في التواصل. بسبب التمويه وعوامل اجتماعية أخرى، من المرجّح أن يتم تشخيص الإناث المصابات بالتوحُّد في وقت متأخر أو على أنهن يعانين من حالة نفسية مختلفة.
بشكل عام، من المهم أن يدرك الناس أن النمط الظاهري للتوحُّد لدى الإناث أقل وضوحًا، خاصة عندما يظهرن على أنهن "عالي الأداء" أكثر من غيرهن من الأشخاص المصابين بالتوحُّد. وأخيرًا، بسبب عدم التوازن في مشاركة الجنسين في دراسات التوحُّد، فإن الأدبيات قد تكون متحيزة تجاه الطرق التي يظهر بها التوحُّد لدى الذكور.
يُعتبر التوحُّد حالة تستمر مدى الحياة ولا يوجد له "علاج". يتفق العديد من المختصين والمدافعين وأفراد من مجتمع المصابين بالتوحُّد على أن العلاج ليس هو الحل، ويجب بدلاً من ذلك التركيز على طرق لمساعدة المصابين بالتوحُّد على أن يعيشوا حياة أكثر سعادة وصحة، ومستقلة إذا أمكن. تشمل جهود الدعم تعليم المهارات الاجتماعية والسلوكية، والمراقبة، ومراعاة الحالات المصاحبة، والإرشاد للمقدّمين للرعاية والأسرة والمعلمين وأرباب العمل. لا يوجد دواء محدد للتوحُّد، ولكن يمكن وصف الأدوية لحالات الصحة النفسية المصاحبة الأخرى، مثل القلق.
وجدت دراسة في عام ٢٠١٩ أن إدارة السلوكيات التحدّية كانت عمومًا منخفضة الجودة، مع قلة الدعم لاستخدام الأدوية النفسية على المدى الطويل، ووجود مخاوف بشأن وصفها بشكل غير مناسب. لقد حسَّنت الأبحاث الجينية من فهم المسارات الجزيئية المرتبطة بالتوحُّد. وقد أشارت الأبحاث الحيوانية إلى إمكانية عكس الأنماط الظاهرية، لكن الدراسات لا تزال في مراحلها المبكرة.

## الفرط في استثارية القشرة الدماغية والتوحُّد
إحدى النظريات الرائدة حول عملية ممرضة محتملة في التوحُّد هي فرط الاستثارية في القشرة الدماغية. إن الحفاظ على مستويات مناسبة من استثارية القشرة أمر أساسي للعديد من الوظائف المعرفية المهمة، مثل معالجة المعلومات الحسية، والتواصل بين مناطق الدماغ المختلفة، واللدونة العصبية. يمكن أن يُخلّ فرط الاستثارية بهذه الوظائف، وبالتالي يُغيّر الديناميكية المعرفية بطرق مهمة. فعلى سبيل المثال، يمكن أن يؤثر فرط الاستثارية في القشرة على كيفية إدراك مدة المنبّهات الحسية. ومن السمات الشائعة للتوحُّد انخفاض وظيفة الحس الجسدي، وقد تم ربط ذلك بتغيّرات في فرط استثارية القشرة لدى الأفراد المصابين بالتوحُّد. كما يمكن لفرط استثارية القشرة أن يُغيّر كيفية إدراك المنبّهات "القديمة" و"الجديدة" من خلال التأثير على عمليات التكيُّف والتعوُّد في الدماغ. وقد تم ربط التغيرات في عمليات التكيُّف بسمات مميزة للتوحُّد، مثل ضعف الاستجابة لبعض المنبّهات وفرط الاستجابة لأخرى.
توجد العديد من العوامل الجينية والتخلّقية التي يمكن أن تسهم في زيادة الاستثارية، ولكن من الآليات المرتبطة بالتوحُّد هي التغيرات في الأنظمة الغاباوية في القشرة. حمض الغاما-أمينوبيوتيريك هو الناقل العصبي الرئيسي المسؤول عن التثبيط في قشرة أدمغة الثدييات؛ والتغيرات في هذا النظام التثبيطي القشري قد تؤدي إلى زيادة في الاستثارية. وقد تم ربط التغيرات في هذا النظام ليس فقط بالتوحُّد، بل أيضًا بعدة حالات نفسية أخرى مثل الاضطراب الاكتئابي الجسيم والفُصام.
يمكن أن تحدث التغيرات في النظام الغاباوي من خلال عدة آليات تخلّقية، بما في ذلك تعديل مناطق الكروموسوم 15q11 إلى q13، والتي تسبب انخفاضًا في مستويات إشارات حمض الغاما-أمينوبيوتيريك. كما يمكن لفرط الاستثارية القشرية أن يزداد نتيجة تعديلات في النظام الغلوتاماتي.

### الكروموسوم 15q11-13 وإشارات حمض الغاما-أمينوبيوتيريك
يحتوي الكروموسوم 15q11-13 على جينات ترمز لوحدات فرعية من مستقبلات، ويمكن لكل من الحذف أو التضاعف في هذه المنطقة أن يؤدي إلى فرط في استثارية القشرة. تم ربط التضاعفات في 15q11-13 بنحو ٥٪ من الأشخاص المصابين بالتوحُّد، ونحو ١٪ من الأشخاص الذين تم تشخيصهم بالتوحُّد الكلاسيكي. تحتوي منطقة 15q11-13 في الإنسان على مجموعة من الجينات المطبوعة وراثيًا المرتبطة بالتطور العصبي. وكغيرها من الجينات المطبوعة وراثيًا، فإن أصل الجين من الأب أو الأم يحدد السمات الظاهرية المرتبطة بتضاعف 15q11-13. تؤدي "تأثيرات أصل الوالدين" إلى حدوث تعبير جيني فقط من نسخة واحدة من الأليلَين اللذَين يحصل عليهما الفرد من والديه. (على سبيل المثال، يُظهر الجين MKRN3 تأثيرًا مرتبطًا بأصل الوالد ويكون مطبوعًا من جهة الأب، مما يعني أن الأليل القادم من الأب فقط هو الذي سيُعبَّر عنه). تؤدي التضاعفات في النسخة الأمومية إلى حالة متميزة غالبًا ما تتضمن التوحُّد.
تؤدي الجينات الناقصة في الأليلات الأبوية أو الأمومية لمنطقة 15q11-13 إلى متلازمة برادر-ويلي أو متلازمة أنجلمن، على التوالي، وكلاهما مرتبط بارتفاع معدل الإصابة بالتوحُّد. يُتوقّع أن تؤدي زيادة التعبير عن الجينات المطبوعة من جهة الأم إلى التوحُّد، مما يسلّط الضوء على الجينات المعبر عنها من النسخة الأمومية في 15q11-13، على الرغم من أنه لا يزال من الممكن أن تسهم التغيرات في التعبير عن الجينات المطبوعة والجينات المعبر عنها من كلا الأليلَين في هذه الحالات. تتضمن المنطقة الشائعة التضاعف في الكروموسوم 15 أيضًا جينات مطبوعة من جهة الأب يمكن اعتبارها مرشحة للإصابة بالتوحُّد.

#### جينات مستقبلات غابا على الكروموسوم 15q11-13
أفراد عائلة مستقبلات غابا، خاصة الجين غابرب3، هم جينات مرشحة مثيرة للاهتمام في التوحُّد بسبب وظائفها في الجهاز العصبي. تُظهر الفئران الخالية من غابرب3 سلوكيات تتماشى مع التوحُّد، وقد وجدت العديد من الدراسات الجينية أدلة قوية على وجود ارتباط. علاوة على ذلك، تم الإبلاغ عن انخفاض ملحوظ في وفرة غابرب3 في أدمغة الأشخاص المصابين بالتوحُّد وأولئك الذين يعانون من متلازمة ريت. كما تم ربط مستقبلات غابا الأخرى الموجودة على كروموسومات مختلفة بالتوحُّد (مثل غابرا4 وغابرب1 على الكروموسوم 4p).

#### تنظيم تخلّقي لتعبير الجينات في 15q11-13
إن تنظيم تعبير الجينات في منطقة 15q11-13 معقد إلى حد ما، ويشمل مجموعة متنوعة من الآليات مثل مثيلة الحمض النووي، والحمض النووي الريبي غير المشفَّر، والحمض النووي الريبي المضاد.
تخضع الجينات المطبوعة في الموقع ١٥كيو١١–١٣ لسيطرة تسلسل تنظيمي مشترك يُعرف بمنطقة التحكم في الطبع الوراثي. وتُعد منطقة التحكم في الطبع الوراثي جزيرة من مواقع السيتوزين والغوانين المثيلة تفاضليًا في الطرف خمسة رئيسي من الجين إس إن آر بي إن. وهي مثيلة بشدة على الأليل الأمومي الصامت، وغير مثيلة على الأليل الأبوي النشط.
لقد تبيّن أن البروتين مي سي بي ٢، وهو جين مرشح في متلازمة ريت، يؤثر في تنظيم التعبير في الموقع ١٥كيو١١–١٣. وقد لوحظ انخفاض في تعبير الجينين يو بي إي ٣ إيه وغابرب٣ في الفئران التي تفتقر إلى مي سي بي ٢ والأشخاص المصابين بالتوحُّد. يبدو أن هذا التأثير يحدث من دون ارتباط مباشر لـ مي سي بي ٢ بمحفزات الجينين يو بي إي ٣ إيه وغابرب٣.
ومع ذلك، فقد أظهرت دراسات الترسيب المناعي للكروماتين وتسلسل البيسلفيت أن مي سي بي ٢ يرتبط بمواقع السيتوزين-غوانين المثيلة داخل غابرب٣ ومحفز إس إن آر بي إن/إس إن يو آر إف.
علاوة على ذلك، فقد تبيّن أن الاقتران المتماثل في الموقع ١٥كيو١١–١٣ داخل الخلايا العصبية، والذي يتعطل في متلازمة ريت والأشخاص المصابين بالتوحُّد، يعتمد على مي سي بي ٢.
وبالدمج بين هذه البيانات، تُشير النتائج إلى دور لـ مي سي بي ٢ في تنظيم الجينات المطبوعة والجينات المعبر عنها من كلا الأليلَين في منطقة ١٥كيو١١–١٣.
ومع ذلك، من الواضح أنه لا يلعب دورًا في الحفاظ على الطبع الوراثي.

## إنزيمات مسار الفولات-ميثيونين
إحدى النظريات الحالية حول الفيزيولوجيا المرضية للتوحُّد هي أنه ينشأ من عجز في مسار الفولات-ميثيونين. يتبرّع الفولات بمجموعات الميثيل لتحويل الهوموسيستين إلى ميثيونين، وهو السلف لـ S-أدينوزيل ميثيونين. يُعتبر S-أدينوزيل ميثيونين المتبرّع بمجموعات الميثيل المسؤول عن مثيلة الحمض النووي ومثيلة الهستونات. يمكن أن تؤدي التغيرات التخلّقية إلى تغيّر في التعبير الجيني لإنزيمات هذا المسار، مما يؤدي إلى تغيّر في مستويات الفولات قد يسهم في التوحُّد. تتفاعل هذه التغيرات في التنظيم التخلّقي مع تنشيط الجهاز المناعي لدى المرأة الحامل، وقد تؤدي إلى نمط توحُّدي في دماغ الجنين. بالإضافة إلى ذلك، فإن انخفاض مستويات الفولات لدى المرأة الحامل يرتبط بنقص المثيلة في الحمض النووي لدى الجنين.
يُشفّر الجين إم تي إتش إف آر الإنزيم ميثيلين تتراهيدروفولات ريدكتاز، وهو ضروري لتخليق ٥-ميثيل تتراهيدروفولات، وهو شكل نشط بيولوجيًا من الفولات.
أحد العوامل المهمة التي تم تحديدها للتوحُّد هو تعدد الأشكال في الجين إم تي إتش إف آر. وقد أظهرت دراسة تحليلية شاملة أن تعدد الأشكال في النمط الجيني سي٦٧٧تي المرتبط بهذا الجين مرتبط بتشخيص التوحُّد لدى الأطفال من دول لا تعتمد تقوية الأغذية.
وعلى الرغم من أن الجين إم تي إتش إف آر يُعد عاملًا جينيًا مقترحًا في التوحُّد، إلا أن هناك أدلة سريرية محدودة من اختبارات تعدد الأشكال الجينية لهذا الجين في سياق التشخيص.
وقد يكون سبب هذه التعقيدات راجعًا إلى عوامل معدّلة أخرى في مسار أيض الفولات أو جينات أخرى مشمولة في هذا المسار.
بالإضافة إلى ذلك، يبدو أن مستويات الهوموسيستين تُسفر عن استخدام متزايد لمسار أيض الفولات كمؤشّر محتمل لتشخيص التوحُّد.

## التعرّض للفالبروات كمثبط لإنزيم إزالة الأسيتيل من الهستونات
إذا تعرّض الجنين لدواء الفالبروات، وهو دواء مثبت للمزاج، فإن احتمال الإصابة بالتوحُّد بالإضافة إلى تشوهات نمائية أخرى (نقص في النمو داخل الرحم، السنسنة المشقوقة، عيوب في الأطراف، عيوب في الجمجمة والوجه، إلخ) يزداد. يُعد الفالبروات دواء مضادًا للاختلاجات يُستخدم عادة لعلاج النوبات العامة والجزئية، وكذلك لعلاج الشقيقة واضطراب المزاج ثنائي القطب. تشمل آليات عمله تعزيز النقل العصبي لحمض الغاما-أمينوبيوتيريك، وتعديل أيض الإينوزيتول، والتفاعل مع أنظمة الإشارة بيتا-كاتينين. إذا تم تناوله أثناء الحمل، فإن احتمال الإصابة بالتوحُّد يتراوح بين ٨.٩٪ إلى ١٠.٨٪. وعند تناول الفالبروات مع دواء مضاد آخر للاختلاجات، فإن الاحتمال يرتفع إلى ١١.٧٪. مقارنةً مع عموم السكان، فإن هذا الاحتمال أعلى بـ ١٦ مرة.
يوجد حاليًا آليتان تخلّقيتان مقترحتان لزيادة الفالبروات لاحتمال الإصابة بالتوحُّد: التغيّرات في أيض الفولات وتثبيط إنزيم إزالة الأسيتيل من الهستونات. يُعد الفالبروات مثبطًا ضعيفًا لهذا الإنزيم.
يوضح نموذج الفالبروات المسار المَرضي وآليات العمل المحتملة للتوحُّد في النماذج الحيوانية. ويُعد تثبيط إنزيم إزالة الأسيتيل من الهستونات هو الأكثر فهمًا.
ففي النماذج الحيوانية، أظهرت الفئران التي تعرّضت للفالبروات قبل الولادة فرط أسيتلة مؤقت للهستونات هـ٣ وهـ٤، وانخفاضًا في مستويات إنزيمات إزالة الأسيتيل، وظهور سمات شبيهة بالتوحُّد.
في المقابل، لم تُظهر الفئران التي تعرّضت قبل الولادة لـ الفالبرومايد، وهو مركب مشابه للفالبروات لكنه ليس مثبطًا لإنزيم إزالة الأسيتيل، أي فرط أسيتلة مؤقت للهستونات هـ٣ وهـ٤، ولم تُطوّر سمات شبيهة بالتوحُّد.
من الأمور المهمة التي يجب ملاحظتها هي توقيت تعرّض الفالبروات. ففي النماذج الحيوانية، لوحظت التأثيرات المهمة للفالبروات في إحداث سمات شبيهة بالتوحُّد بشكل رئيسي لدى الجرذان التي تعرّضت له في اليوم 12.5 من الحمل، وليس في أيام حمل أخرى مثل اليوم 9 أو 14.5. شملت السمات الشبيهة بالتوحُّد في الفئران انخفاض نداءات الجراء المتضايقة، وانخفاض الاستكشاف الاجتماعي، وتراجع السلوكيات الاجتماعية، وزيادة في الحركات النمطية، وانخفاض في تثبيط الصدمة الصوتية، وزيادة في الحساسية تجاه المنبّهات غير المؤلمة.
وقد تم تكرار هذه العلاقة نفسها في الدراسات الطولية. فالأطفال الذين تعرّضوا للفالبروات قبل الولادة أو يعانون من متلازمة الفالبروات الجنينية لديهم انتشار أعلى للتوحُّد. ومتلازمة فالبروات الجنينية هي حالة نادرة لدى الأطفال تحدث بسبب التعرّض للفالبروات خلال الثلث الأول من الحمل.
تُحسّن مثبطات إنزيم إزالة الأسيتيل من الهستونات مثل روميديبسين وإم إس-٢٧٥ تفضيل التفاعل الاجتماعي، أي تفضيل المحفزات الاجتماعية على غير الاجتماعية، وكذلك أوقات التفاعل لدى الفئران التي تعاني من نقص في البروتين شانك ٣.
ومثبط آخر لهذا الإنزيم هو ترايكوستاتين أ، الذي يؤدي إلى زيادة أسيتلة الهستونات عند مستقبلات الأوكسيتوسين والفازوبريسين في النواة المتكئة لدى إناث القوارض، مما يزيد من الترابط الزوجي.
وفي تجربة سريرية صغيرة، أظهر بيتا هيدروكسي بيوتيرات، وهو ناتج عن الحمية الكيتونية ومثبط لفئة إنزيم إزالة الأسيتيل من الهستونات ١، نتائج واعدة في تحسين السلوك والمهارات الاجتماعية لدى الأطفال المصابين بالتوحُّد.
يرتبط تثبيط إنزيم إزالة الأسيتيل من الهستونات بفرط التعبير عن جينات أخرى. كما أن معالجة الفئران بالفالبروات تزيد من أسيتلة الهستون H3 في الحُصين.
الجينات المرشحة الحالية المتعلقة بالتوحُّد في الفئران التي تعرّضت لـ الفالبروات داخل الرحم تشمل إن آر إكس إن ١ وإن آر إكس إن ٢ وإن آر إكس إن ٣ وإن إل جي إن ١ وإن إل جي إن ٢ وإن إل جي إن ٣.
في القشرة الجسدية الحسية، ومنطقة سي إيه ١، والتلفيف المسنن، والحُصين، تم رصد انخفاض كبير في التعبير الجيني لـ إن إل جي إن ٣ في الفئران المعالجة بالفالبروات.
وعلى الرغم من أن هذا الدليل على انخفاض إن إل جي إن ٣ نتيجة الفالبروات يُشير إلى آلية محتملة مرتبطة بالتوحُّد، إلا أن هناك حاجة إلى مزيد من الأبحاث.

## جينات مرتبطة بالتوحُّد وحالات أخرى

### متلازمة فيلان-ماكديرميد، الفُصام، والتوحُّد

يمثل رمز اللانهاية متعدد الألوان تنوع طيف التوحد بالإضافة إلى حركة التنوع العصبي الأكبر.

بروتينات شانك هي بروتينات هيكلية في المشابك الغلوتاماتية، وتُعد ضرورية لتطوّر المشابك العصبية.
يرتبط اضطراب جينات شانك بضعف في الوظائف العصبية المعرفية وبحالات مرضية. وترتبط هذه الاضطرابات، سواء كانت ناتجة عن طفرات أو حذف جيني، بحالات مثل متلازمة فيلان-ماكديرميد، والفُصام، والتوحُّد.
ويُعد الجين شانك ٣ هو الأكثر دراسة ضمن عائلة جينات شانك. وقد وجدت عدة دراسات أن الاضطرابات في شانك ٣ تُسبب ضعفًا معرفيًا أكثر شدة من الاضطرابات في شانك ١ أو شانك ٢.
وتُشير هذه النتائج إلى أن الجين شانك المتأثر قد يُحدد مدى شدة الضعف المعرفي.
أظهرت دراسة أُجريت على خطّين من الفئران الطافرة، أحدهما يحمل طفرة مرتبطة بالتوحُّد في الجين شانك ٣ على الإكسون ٢١، والآخر يحمل طفرة مرتبطة بالفُصام في نفس الإكسون، وجود اختلافات في الاضطرابات المشبكية والسلوكية الناتجة عن اضطرابات شانك ٣.
الطفرة المرتبطة بالتوحُّد تؤدي إلى فقدان كامل لبروتين شانك ٣ (كما في حالة الحذف)، وتُسبب خللًا في النقل المشبكي في الجسم المخطط.
أما الطفرة المرتبطة بالفُصام فتؤدي إلى إنتاج بروتين شانك ٣ مبتور، وتُسبب اضطرابات مشبكية شديدة في القشرة الجبهية الأمامية.
تشير دراسات أخرى إلى أن الفئران المعدّلة وراثيًا التي تفتقر إلى شانك ٣ تُظهر أنماطًا سلوكية مرتبطة بالتوحُّد. وتتمثل هذه السلوكيات في العناية الذاتية المفرطة المسببة للأذى، والقلق، والصعوبات الاجتماعية.
وقد أدّى استعادة شانك ٣ لدى الفئران البالغة إلى تحسّن في الصعوبات الاجتماعية وسلوكيات العناية الذاتية. وتُشير هذه النتائج إلى الأثر العلاجي المحتمل لاستعادة شانك ٣، إذ قد تُخفّف استعادته من بعض سمات التوحُّد.
بالإضافة إلى ذلك، تُعد البروتينات والمنظّمات المرتبطة بشانك ٣ أهدافًا علاجية محتملة للتوحُّد. ومع ذلك، تختلف تأثيرات استهداف هذه المنظّمات بحسب نوع الاضطراب المحدد في شانك ٣.
فعلى سبيل المثال، أظهرت بعض الدراسات أن زيادة نشاط مستقبلات الغلوتامات الاستقلابية من النوع ٥ حسّن من سلوكيات العناية الذاتية والاختلافات السلوكية، في حين أظهرت دراسات أخرى نتائج معاكسة. وهذا يُبيّن أن التأثيرات العلاجية تعتمد على الطفرة المحددة في شانك ٣.

## التوحُّد والكروموسوم X
هناك انحياز واضح في التوزيع بين الجنسين في حالات التوحُّد، إذ يُصاب الذكور بالتوحُّد أكثر بأربعة أضعاف من الإناث في عموم السكان المصابين بالتوحُّد. وحتى عند استبعاد الأشخاص الحاملين لطفرات في الجينات المرتبطة بـ الكروموسوم إكس (مثل مي سي بي ٢ وإف إم آر ١)، يظل هذا الانحياز قائمًا. ومع ذلك، عند النظر فقط إلى الأشخاص الذين يعانون من أشد درجات الضعف المعرفي، فإن الانحياز بين الجنسين لا يكون بنفس الشدة.
وبينما يبدو أن الاستنتاج الأكثر وضوحًا هو أن جينًا مرتبطًا بالكروموسوم إكس وله تأثير كبير متورط في التسبّب بالتوحُّد، فإن الآلية تبدو أكثر تعقيدًا وربما تعود إلى أصل فوق جيني.
استنادًا إلى نتائج دراسة أُجريت على إناث مصابات بمتلازمة تيرنر، تم اقتراح فرضية تتضمن آليات فوق جينية للمساعدة في تفسير الانحياز بين الجنسين في التوحُّد. إن الأشخاص المصابين بمتلازمة تيرنر لديهم كروموسوم X واحد فقط، يمكن أن يكون من أصل أمومي أو أبوي. وعندما تم اختبار 80 أنثى يعانين من أحادية الصيغة الصبغية X لقياس الإدراك الاجتماعي، كانت نتائج الأشخاص الذين يحملون كروموسوم X من أصل أبوي أفضل من أولئك الذين يحملونه من أصل أمومي. وبما أن الذكور لديهم كروموسوم X واحد فقط موروث من أمهاتهم، فإذا كان هناك جين على كروموسوم X الأبوي يمنح مهارات اجتماعية أفضل، فإن الذكور يفتقرون لهذا الجين. وقد يفسر ذلك سبب احتمال تشخيص الذكور بالتوحُّد أكثر من الإناث.
في النموذج المقترح، يكون الجين المرشّح صامتًا على النسخة الأمومية من الكروموسوم X. وبالتالي، لا يعبّر الذكور عن هذا الجين ويكونون أكثر عرضة لصعوبات لاحقة في المهارات الاجتماعية والتواصلية. أما الإناث، فيكنّ أكثر مقاومة للتوحُّد. ومؤخرًا، تم اكتشاف مجموعة من الجينات المطبوعة على كروموسوم X لدى الفئران؛ حيث كانت الألائل الأبوية مُعبَّراً عنها، بينما كانت النسخة الأنثوية مطبوعة وصامتة. وتستهدف الدراسات المستقبلية اكتشاف ما إذا كانت هذه الجينات تسهم بشكل مباشر في السلوك، وما إذا كانت الجينات المقابلة لها في البشر مطبوعة أيضًا.

## الصلة بمتلازمة رِت
لقد ثبت أن التغيرات الفوق جينية في حالات مثيلة الجينات مثل مي سي بي ٢ وإي جي آر ٢ تلعب دورًا في التوحُّد.
وقد تبيّن أن الشذوذات في مي سي بي ٢ تؤدي إلى نطاق واسع من التباين الظاهري والتعقيدات الجزيئية. وقد أدى هذا التباين إلى استكشاف التقارب السريري والجزيئي بين متلازمة رِت والتوحُّد.
تُعد اضطرابات النوم واللغة، والنوبات، وتوقيت النمو من الأمور الشائعة في كل من التوحُّد ومتلازمة رِت. وبسبب هذه التشابهات الظاهرية، أُجريت أبحاث حول أوجه التشابه الجينية المحددة بين هذين الاضطرابين العصبيين النمائيين.
لقد تم تحديد مي سي بي ٢ بوصفه الجين السائد المتورط في متلازمة رِت، كما ثبت أن تنظيم التعبير الجيني له دور في التوحُّد أيضًا.
تُظهر عينات الدماغ من المصابين بمتلازمة رِت والمصابين بالتوحُّد عدم نضج في الأشواك التغصنية ونقصًا في حجم جسم الخلية، وذلك بسبب أخطاء في التنظيم المشترك بين مي سي بي ٢ وإي جي آر ٢. ومع ذلك، ونظرًا لتعدد الجينات المتورطة في التوحُّد، فقد تم تحديد مي سي بي ٢ بوصفه عامل قابلية للإصابة بالتوحُّد فقط.
ويُعرف النموذج الحالي الأكثر شيوعًا الذي يشرح وظيفة مي سي بي ٢ باسم نموذج المنشّط النسخي. هناك تقارب جزيئي محتمل آخر يتضمّن جين الاستجابة المبكرة للنمو ٢. يُعد إي جي آر ٢ الجين الوحيد في عائلة إي جي آر الذي يقتصر على الجهاز العصبي المركزي، وله دور في نمو الدماغ واللدونة المشبكية.
وقد ثبت أن التعبير الجيني لـ إي جي آر ٢ ينخفض في القشرة الدماغية للأفراد المصابين بـ التوحُّد ومتلازمة رِت. كما ثبت أن التعبير الجيني لـ مي سي بي ٢ ينخفض أيضًا لدى الأفراد المصابين بهذين الاضطرابين. وقد ثبت أن مي سي بي ٢ وإي جي آر ٢ يُنظّمان بعضهما البعض خلال نضج الخلايا العصبية. وقد اقتُرح أن خلل التنظيم في المسار المعتمد على النشاط ميكانيكية إي جي آر ٢/مي سي بي ٢ له دور في متلازمة رِت والتوحُّد.
لا تزال الروابط الجزيئية الأخرى قيد الدراسة؛ ومع ذلك، فإن استكشاف مي سي بي ٢ وإي جي آر ٢ قد وفّر رابطًا مشتركًا بين متلازمة رِت والتوحُّد، والتشابه في التعبير الظاهري.

## التطبيقات المحتملة للأبحاث الفوق جينية في علاج التوحّد
تمت دراسة مسارات حمض الفوليك بوصفها مؤشرات محتملة للتوحّد. وقد استُخدمت بعض التعدّدات الشكلية الجينية مثل إنزيم فولات هيدرولاز 1 وإنزيم هيدروكسي ميثيل ترانسفيراز 1، إلى جانب ارتفاع مستويات الهوموسيستئين في الدم، كعوامل تسهم في التوحّد، وذلك لتطوير شبكة عصبية اصطناعية. وقد أظهرت الدراسات أن هذا النموذج كانت دقته في التنبؤ باحتمالية الإصابة بالتوحّد تقارب 63.8%، مما يشير إلى ارتباط معتدل بين التعدّدات الشكلية الجينية في مسار حمض الفوليك واحتمالية الإصابة بالتوحّد.
أهم مانح لمجموعة المثيل في مثيلة الحمض النووي هو 5-ميثيل-تتراهيدروفولات. ونتيجة لذلك، فإن أي تغيّرات في مستويات حمض الفوليك أو في أيضه يمكن أن تؤثر بشكل كبير على مثيلة الحمض النووي، وتُسهم في الأسباب المؤدية للتوحّد. هذه الفكرة هي ما يجعل من مسارات حمض الفوليك مؤشرًا محتملًا للتوحّد، لأن التعدّدات الشكلية الجينية في هذه المسارات قد تُحدث تأثيرات مختلفة على مثيلة الحمض النووي. بشكل عام، ارتبط انخفاض مستويات حمض الفوليك لدى النساء الحوامل بزيادة احتمال الإصابة بالتوحّد. لا يزال تأثير رفع مستويات حمض الفوليك على سمات التوحّد قيد البحث، ولم يتم تأكيده بعد.

## قراءة إضافية
- LaSalle, J.M.؛ Hogart, A. & Thatcher, K.N. (2005). "Rett syndrome: a Rosetta stone for understanding the molecular pathogenesis of autism". International Review of Neurobiology. ج. 71: 131–165. DOI:10.1016/S0074-7742(05)71006-0. ISBN:9780123668721. PMID:16512349.
- Delorey, T. M.؛ وآخرون (2008). "Gabrb3 gene deficient mice exhibit impaired social and exploratory behaviors, deficits in non-selective attention and hypoplasia of cerebellar vermal lobules: a potential model of autism spectrum disorder". Behavioural Brain Research. ج. 187 ع. 2: 207–20. DOI:10.1016/j.bbr.2007.09.009. PMC:2684890. PMID:17983671.
- Freitag, C. M. (2007). "The genetics of autistic disorders and its clinical relevance: a review of the literature". Molecular Psychiatry. ج. 12 ع. 1: 2–22. DOI:10.1038/sj.mp.4001896. PMID:17033636. S2CID:205678822.
- Carney, R. M.؛ Wolpert, C. M.؛ Ravan, S. A.؛ Shahbazian, M.؛ Ashley-Koch, A.؛ Cuccaro, M. L.؛ Vance, J. M.؛ Pericak-Vance, M. A. (2003). "Identification of MeCP2 mutations in a series of females with autistic disorder". Pediatric Neurology. ج. 28 ع. 3: 205–211. DOI:10.1016/S0887-8994(02)00624-0. PMID:12770674.
- Gregory, S.G. (2009). "Genomic and epigenetic evidence for oxytocin receptor deficiency in autism". BMC Medicine. ج. 7. DOI:10.1186/1741-7015-7-62. PMC:2774338. PMID:19845972.
- Folstein, S. E.؛ Rosen-Sheidley, B. (2001). "Genetics of autism: complex etiology for a heterogeneous disorder". Nature Reviews Genetics. ج. 2 ع. 12: 943–955. DOI:10.1038/35103559. PMID:11733747. S2CID:9331084.
- Baker, P.؛ Piven, J.؛ Schwartz, S.؛ Patil, S. (1994). "Brief report: duplication of chromosome 15q11-13 in two individuals with autistic disorder". Journal of Autism and Developmental Disorders. ج. 24 ع. 4: 529–535. DOI:10.1007/BF02172133. PMID:7961335. S2CID:10336031.
- Zeisel, S.H. (2009). "Epigenetic mechanisms for nutrition determinants of later health outcomes". The American Journal of Clinical Nutrition. ج. 89 ع. 5: 1488S–1493S. DOI:10.3945/ajcn.2009.27113B. PMC:2677001. PMID:19261726.
- Thomas, N.S.؛ Sharp, A.J.؛ Browne, C.E.؛ Skuse, D.؛ Hardie, C. & Dennis, N.R. (1999). "Xp deletions associated with autism in three females". Human Genetics. ج. 104 ع. 1: 43–48. DOI:10.1007/s004390050908. PMID:10071191. S2CID:11628862.
- Chahrour, M.؛ Yun Jung, S.؛ Shaw, C.؛ Zhou, X.؛ Wong, S. T. C.؛ Qin, J.؛ Zoghbi, H.Y. (2008). "MeCP2, a Key Contributor to Neurological Disease, Activates and Represses Transcription". Science. ج. 320 ع. 5880: 1224–1229. Bibcode:2008Sci...320.1224C. DOI:10.1126/science.1153252. PMC:2443785. PMID:18511691.

## انظر ايضاً
- تصميم شامل
- حملة التوعية بالتوحد في المملكة المتحدة